# Ludwig Wild
Ludwig Georg Wild (* 6. Januar 1780 in Dürkheim; † 17. Oktober 1828 in Heidelberg) war badischer Verwaltungsbeamter und Landtagsabgeordneter.

## Leben
Er war der Sohn des in leiningenschen Diensten stehenden Regierungsrats Heinrich Wild und trat nach einem rechtswissenschaftlichen Studium 1804 in Amorbach ebenfalls in leiningensche Dienste. 1806 wurde er in den badischen Staatsdienst übernommen und kam ans Justizamt nach Hilsbach. 1807 kam er als Assessor zum Oberamt Waibstadt, 1810 zum Oberamt Baden. 1812 beantragte er die Versetzung in die Neckargegend, um sich besser um seine Liegenschaften in Amorbach kümmern zu können. Im April 1813 wurde er Amtmann des Bezirksamts Neckarschwarzach, für dessen beispielhafte Führung er bereits nach einem halben Jahr belobigt wurde. Im Dezember 1813 wurde er Amtsvorstand im Bezirksamt Neckarbischofsheim. 1815 bot man ihm eine Stellung im Innenministerium in Karlsruhe an, die Wild mit Hinweis auf seine lokale Kenntnis und das Vertrauen der Untertanen an seinen bisherigen Wirkungsorten ablehnte. Ab 1816 war er mit der Visitation der Amtsrevisorate im Neckarkreis betraut. 1819 wurde er Stadtdirektor von Heidelberg. 1820 zeichnete man ihn mit dem Ritterkreuz des Ordens vom Zähringer Löwen aus. 1825 zog er in die II. badische Landtagskammer ein, der er bis zu seinem Tod 1828 angehörte und wo er sich für die Aufhebung des Bergzehnten, die Rheinbegradigung, den Straßen- und Brückenbau usw. einsetzte. Zum Jahreswechsel 1825/26 wurde er Amtsvorstand im Bezirksamt Heidelberg. Ab Sommer 1828 war er schwer erkrankt, führte im Herbst nochmals kurz die Amtsgeschäfte, verstarb dann jedoch im Spätherbst im Alter von 48 Jahren.
Er war ab 1824 mit der wesentlich jüngeren Sophia Lang aus Aglasterhausen verheiratet, die einen Sohn mit in die Ehe brachte.